# غونار هيلستروم
غونار هيلستروم (بالسويدية: Gunnar Hellström)‏ هو مخرج وممثل سويدي، ولد في 6 ديسمبر 1928 في السويد، وتوفي بنفس المكان في 28 نوفمبر 2001.

## وصلات خارجية
- غونار هيلستروم على موقع IMDb (الإنجليزية)
- غونار هيلستروم على موقع قاعدة بيانات الأفلام السويدية (السويدية)
- غونار هيلستروم على موقع قاعدة بيانات الفيلم (الإنجليزية)